# Кула, Дайнис Элмарович
Дайнис Элмарович Кула (латыш. Dainis Kūla; 28 апреля 1959, Тукумс, Латвийская ССР, СССР) — советский и латвийский метатель копья, олимпийский чемпион 1980 года. Заслуженный мастер спорта СССР (1980). Офицер ордена Трёх звёзд (2018). Последний советский олимпийский чемпион в метании копья. Четырёхкратный чемпион СССР. Победитель Кубка мира. 
Чемпион Универсиад 1981 и 1983 годов. Бронзовый призёр первого чемпионата мира по лёгкой атлетике в 1983 году (85 м 58 см, лишь 2 см проиграл второму месту).
Тренер — М. Грива.
Выступал за ВС (Рига), «Даугава», ASK.
Завершил спортивную карьеру в 1989 году.